# Linia kolejowa nr 534
Linia kolejowa nr 534 – drugorzędna, zelektryfikowana, jedno- i dwutorowa linia kolejowa łącząca stację Koluszki ze stacją Mikołajów.
Linia została zakwalifikowana do linii o znaczeniu państwowym.